# 5-氨基巴比妥酸
5-氨基巴比妥酸是一种有机化合物，化学式为C4H5N3O3。它可由锡在盐酸中还原5-硝基巴比妥酸得到。

## 反应
5-氨基巴比妥酸和氰酸钾反应，得到假尿酸钾；它和4-氯苯基异硫氰酸酯反应，得到。